# Erlan Sleur
Erlan Sleur (Paramaribo, 9 september 1964) is een Surinaams milieuactivist. Hij werkte voor Stinasu en Nimos en bracht op de landelijke televisie naar buiten dat het Brownsberg Natuurpark werd bedreigd door goudwinning. In 2009 richtte hij de milieubeweging ProBioS op.

## Biografie

### Jeugd, studie in Nederland
Erlan Sleur werd in Paramaribo geboren en verhuisde op zijn tiende naar Amsterdam, rond de tijd van de Surinaamse onafhankelijkheid (1975). Hij woonde met zijn moeder op een driekamerappartement van een flat en moest het zonder erf en douche doen, wat hij wel gewend was geweest in Suriname. Hij volgde laboratoriumonderwijs, slaagde daarna voor deelcertificaten in natuurwetenschappen, biologie en biochemie aan de Open Universiteit, en volgde nog een studie toxicologie die hij niet afmaakte. Hij keerde op zijn 41e terug naar zijn geboorteland. In een interview tien jaar later met Parbode verwoorde hij zijn terugkeer: "Op 21 april 2006 werd ik opnieuw geboren; ik kwam terug in mijn land."

### Stinasu, terugkeer naar Suriname
In mei 2006 begon hij als pr-manager bij de Stichting Natuurbehoud Suriname (Stinasu). De stichting is een quasi-ngo en heeft een bestuur die door het ministerie van Natuurlijke Hulpbronnen (NH) wordt benoemd. Ze heeft het beheer over het Brownsberg Natuurpark en haalt haar inkomsten uit de organisatie van eco-reizen. Bij zijn nieuwe werkgever bleek dat zijn voorganger alle gegevens op de computer had verwijderd. In de loop van de tijd vulde hij dit weer aan met zijn eigen archiefmateriaal en foto's.
Hij kwam erachter dat het bij Stinasu allemaal niet zo ging als er van een stichting voor natuurbehoud verwacht mag worden. In november 2006 maakte een groep investeerders uit China een bezoek aan het Centraal Suriname Natuurreservaat met het doel om groene investeringen te doen. Frans Kasantaroeno, directeur op het ministerie voor Bosbeheer (RGB), gaf de personeelsleden van Stinasu de opdracht om de groep te begeleiden naar de Raleighvallen. Op Zorg en Hoop Airport vertelde een groepslid dat ze werkten voor een houtkapbedrijf. Hij wist niet wat hij hoorde en voelde zich net als collega's bedrogen.
Het bevreemde hem dat de stichting geen geld ter beschikking had, terwijl de eco-reizen heel goed liepen. Er viel een nieuw puzzelstukje op zijn plaats toen BirdLife International eind 2007 een bedrag van 22.500 USD aan Stinasu doneerde met het doel om voor de Important Bird Area een overzicht te maken van de foerage- en broedgebieden. Terwijl het geld voor onderzoek bedoeld was, stuurde Stinasu-directeur Marijem Djosetro een mail naar de drie projectleden, waarin een verdeling stond van 40% voor de coördinator, 30% voor de ornitholoog Otte Ottema en 20% voor de administratief medewerkster. Om onderzoeksresultaten te kunnen leveren, werden de gegevens uit een rapport uit de jaren 1970 van Arie Spaans genomen. Steeds meer werd hem duidelijk dat het geld niet werd besteed waarvoor het was gedoneerd. Het belandde bij mensen die er geen recht op hadden, terwijl jachtopzieners hun werk doen tussen de muskieten in het bos en een loon van 600 SRD krijgen met een kleine vergoeding van 7 SRD per dag.

### Aanpak goudwinning in Brownsberg Natuurpark
Hij kende al geruchten dat er kleinschalige goudwinning in het Brownsberg Natuurpark plaatsvond. Hij ontdekte echter dat het niet op kleine schaal gebeurde, maar met gebruik van zwaar materieel zoals bulldozers waardoor happen in het beschermde natuurgebied werden verwoest. Toen hierover enkele artikelen in de media verschenen, gaf minister Michael Jong Tjien Fa van Bosbeheer (RGB) de opdracht voor een verkenningsvlucht. Sleur werd mee gevraagd om filmopnames te maken. Toen hij de gatenkaas vanuit de lucht zag, schrok hij. De kreken waren bijna allemaal vernield. Drie weken nadat hij zijn materiaal aan de minister had gepresenteerd, werd hem duidelijk dat de resultaten verzwegen zouden worden. Hierna vroeg hij een stafvergadering aan en liet zijn collega's de beelden zien. De collega's reageerden niet verwonderd of geëmotioneerd. Zijn foto's waren blijkbaar geen nieuws voor ze.
Achteraf werd hem bekend dat veldbioloog Pieter Teunissen de goudwinning in het park al in 2005 gedetailleerd had beschreven in een managementrapport. Stinasu-directeur Djosetro was een topper binnen de politieke partij Pertjajah Luhur en liet weten haar rol daar sterk te koesteren. Op haar hoefde Sleur daarom niet te rekenen, als hij het natuurpark wilde redden. Hij besloot om de afbraak van het Brownsberg Natuurpark in de openbaarheid te brengen via het tv-programma Suriname Vandaag op STVS. Hij had er van tevoren voor gezorgd dat hij zijn verhaal goed kon onderbouwen met bewijsstukken.
Er werd fel op de uitzending gereageerd en na een onthullende reportage van Parbode in augustus 2007 over de ravage die goudzoekers hadden achtergelaten in het park, kwam de politiek in actie. President Ronald Venetiaan riep de Operatie Clean Sweep in het leven. Die werd uitgevoerd op 31 oktober 2007 met logistieke ondersteuning aan leger en politie door Sleur. Zijn collega's bleven uit de buurt. De goudmijnen langs de Kriki Negi, Kumbukreek en Witikreek werden onklaar gemaakt. De machines stonden geregistreerd op naam van assemblée-lid Ronnie Brunswijk; volgens Brunswijk had hij ze uitgeleend. Pikant detail was dat de machines afgevoerd werden door Brokopondo Watra Wood International NV van Orlando Lee On, hetzelfde bedrijf dat ze daar eerder naartoe had gebracht.
Nog tijdens de uitvoering van de operatie, liet Leo Brunswijk een document zien waarin de goudmijnbouw in het gebied was toegekend aan zijn broer Ronnie. Sleur dacht toen nog dat het om een vervalsing ging, maar de concessie bleek in de tussentijd geregeld te zijn bij het ministerie van NH, nog voordat de politie daar weg was. Op last van een nog staande opdracht van de procureur-generaal liet Sleur de restanten van het kamp toch in brand steken.
De corruptie voelde als hoogverraad en Sleur hield er een nasmaak aan over. Zijn werkgever was op de hoogte geweest, maar had de misstanden verzwegen. Politiek buitelden de ministers Gregory Rusland (NH) en Michael Jong Tjien Fa (RGB) over elkaar heen. Volgens directeur Frans Kasantaroeno had RGB het recht om de grond uit te geven omdat Stinasu geen zakelijke titel bezat als stichting. Deze reactie zei Sleur genoeg om te weten dat hij niet langer bij die "boevenbende" wilde horen. Hij bleef nog tot februari 2008.

### Nimos
Na Stinasu ging hij aan het werk voor het Nationaal Instituut voor Milieu en Ontwikkeling in Suriname (Nimos). De leiding van dit instituut, evenals van een chemische fabriek, lag in handen van eveneens een Pertjajah Luhur-topper, Sylvia Ang. De combinatie van deze twee posten viel voor Sleur niet met elkaar te rijmen. Ang werd in juni 2008 niettemin opgevolgd door Marlene Harris. Ze kwam niet uit de natuur- en milieusector, maar werkte ervoor bij de Maritieme Autoriteit Suriname. In het programma To The Point op Apintie Televisie kreeg ze de vraag welk milieuprobleem voor haar het belangrijkste was om aan te pakken. Hierop antwoordde ze wildplassen. Stuitend voor Sleur, die antwoorden had verwacht als kwikvergiftiging, afvaldumping en -verbranding of kusterosie. Hij vroeg zich af wat hij er eigenlijk deed en vertrok na enkele maanden weer.

### ProBioS
In 2009 richtte hij zijn eigen milieuorganisatie ProBioS op zodat hij meer bekendheid kon geven aan de afbraak van regenwoud en biodiversiteit in Suriname. De organisatie wordt wel een klokkenluidersrol toegedicht. Hij zet zich in tegen misstanden bij goudwinning als kwikvergiftiging, illegale jacht op zeeschildpadden en roof van hun eieren bij het broedstrand van Braamspunt, en andere natuurproblematiek.